# لا سکرا د هاسا
لا سکرا د هاسا (به اسپانیایی: La Sequera de Haza) یک شهرستان در اسپانیا است.